# Calle 54
Calle 54 är en spansk dokumentärfilm om latinsk jazz.
Calle 54 är gjord av Fernando Trueba och var färdig år 2000. Filmen visar studioinspelningar av ett antal latinamerikanska jazzmusiker, bland andra Chucho Valdés, Bebo Valdés, Eliane Elias, Gato Barbieri, Tito Puente, Paquito D'Rivera, Jerry Gonzalez och Michel Camilo.